# Santa Rita, La Trinitaria
Santa Rita är en ort i Mexiko.   Den ligger i kommunen La Trinitaria och delstaten Chiapas, i den sydöstra delen av landet, 800 km öster om huvudstaden Mexico City. Santa Rita ligger 1 573 meter över havet och antalet invånare är 1 389.
Terrängen runt Santa Rita är platt åt nordväst, men åt sydost är den kuperad. Runt Santa Rita är det ganska glesbefolkat, med 42 invånare per kvadratkilometer. Närmaste större samhälle är La Trinitaria, 8,3 km väster om Santa Rita. I omgivningarna runt Santa Rita växer huvudsakligen savannskog.